# (5162) Piemonte
(5162) Piemonte (1982 BW) – planetoida z pasa głównego asteroid okrążająca Słońce w ciągu 5 lat i 91 dni w średniej odległości 3,02 j.a. Została odkryta 18 stycznia 1982 roku.